# 圣西梅翁 (厄尔省)
圣西梅翁（法語：Saint-Siméon，法語發音：[sɛ̃ simeɔ̃] ⓘ）是法国厄尔省的一个市镇，位于该省西北部，属于贝尔奈区。

## 地理
圣西梅翁（49°17'6"N, 0°31'12"E）面积7.49 平方千米，位于法国诺曼底大区厄尔省，该省份为法国北部内陆省份，北起滨海塞纳省，西接奧恩省和卡爾瓦多斯省，南至厄尔-卢瓦省，东临瓦兹省、瓦兹河谷省和伊夫林省。
与圣西梅翁接壤的市镇（或旧市镇、城区）包括：图维尔-叙蓬托德梅尔、圣马丹圣菲尔曼、拉诺埃普兰、圣艾蒂安拉列、拉波特里马蒂厄、埃派涅、塞勒。

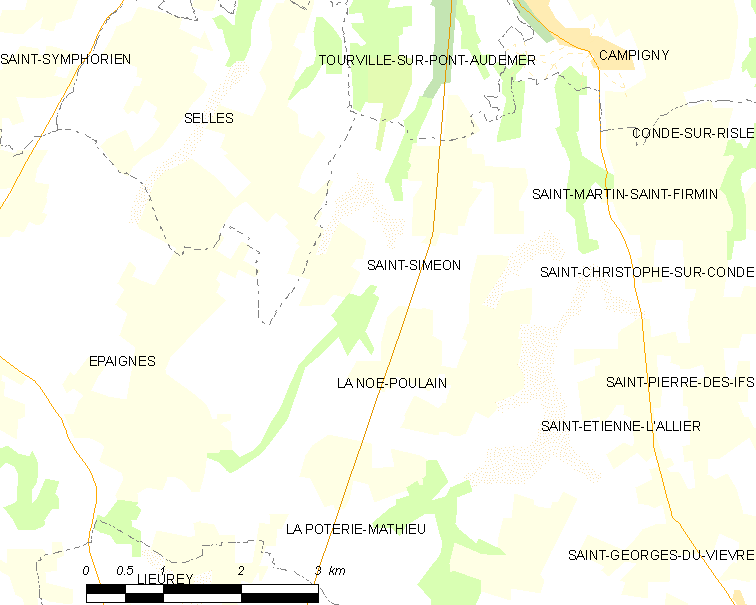
的OSM定位图

圣西梅翁的时区为UTC+01:00、UTC+02:00（夏令时）。

## 行政
圣西梅翁的邮政编码为27560，INSEE市镇编码为27603。

## 政治
圣西梅翁所属的省级选区为伯兹维尔县。

## 人口

1962-2008年间人口变化图示

圣西梅翁于2022年1月1日时的人口数量为323人。